# Rudolf Sabisch
Rudolf Sabisch (* 1. September 1909 in Oppeln; † 8. Februar 1945 in Krehlau, Gmina Wińsko) war ein deutscher römisch-katholischer Geistlicher und Märtyrer.

## Leben
Rudolf Sabisch wuchs in Oppeln als Sohn eines Postinspektors auf. Er studierte Theologie in Breslau und wurde dort am 5. April 1936 zum Priester geweiht. Die Stationen seines Wirkens waren: Kaplan in Landeshut, ab 1939 in Baitzen, ab 1941 Pfarrvikar in Liebau in Schlesien und ab 1943 Pfarrer in Krehlau (polnisch: Krzelów), nordwestlich Breslau.
Als im Frühjahr 1945 die Rote Armee anrückte und Krehlau am 20. Januar geräumt wurde, blieb er im Ort bei den Schwestern zur Betreuung der nicht transportfähigen Alten und Kranken. Dort wurde er am 29. Januar 1945 von einem russischen Soldaten so schwer angeschossen, dass er am 8. Februar starb. Er war 35 Jahre alt.

## Gedenken
Die Römisch-katholische Kirche in Deutschland hat Rudolf Sabisch als Märtyrer aus der Zeit des Nationalsozialismus in das deutsche Martyrologium des 20. Jahrhunderts aufgenommen.